# جمعية مصنعي الغاز

التركيب الجزيئي لمركب الميثان

جمعية مصنعي الغاز هي جمعية معنية بالمواضيع المتعلقة بالغاز بدول مجلس التعاون الخليجي.

## التأسيس
تأسس فرع دول مجلس التعاون في جمعية مصنعي الغاز في البحرين العام 1993 وترأسها حالياً وضحة الخطيب ممثله عن شركة البترول الوطنية الكويتية، ويتبع جمعية مصنعي الغاز الأم في الولايات المتحدة التي تأسست قبل أكثر من 100 عام.

## الأعضاء
يضم الفرع في عضويته 30 شركة نفطية، من بينها:
- شركة أرامكو
- شركة البترول الوطنية الكويتية.
- شركة نفط البحرين
- شركة قطر للغاز
- شركة النفط العمانية

## النشاط
يسعى الفرع عبر نشاطاته المختلفة إلى تعزيز التعاون بين الشركات العاملة في صناعة الغاز بدول مجلس التعاون وتبادل الخبرات، ويهدف إلى تطوير الأداء وتعزيز العمليات التشغيلية وتحسين نظم الصحة والسلامة والبيئة وغيرها من الجوانب الفنية والتكنولوجية والاقتصادية وفي مجالات الإدارة والنظم والمقاييس.